# Comuna Tămădău Mare, Călărași
Tămădău Mare (în trecut, Tămădău-Dărvari și Tămădău) este o comună în județul Călărași, Muntenia, România, formată din satele Călăreți, Dârvari, Plumbuita, Săcele, Șeinoiu, Tămădău Mare (reședința) și Tămădău Mic. Se află la 35 km est de București și 70 km nord vest de Călărași, în nordul Câmpiei Mostiștei în bazinul râului Mostiștea.

## Așezare
Comuna se află în nord-vestul județului, pe malurile Mostiștei. Autostrada București–Constanța trece prin comună, dar nu o deservește prin nicio ieșire, cea mai apropiată fiind la Fundulea. Comuna este în schimb traversată de șoseaua națională DN3, care leagă Călărașiul de București. Din această șosea, la Călăreți se ramifică șoseaua județeană DJ303, care duce spre sud la Sărulești, Gurbănești, Valea Argovei, Frăsinet și Mânăstirea (unde se termină în DN31). Tot din DN3, la Tămădău Mare se ramifică șoseaua județeană DJ402, caer duce spre nord la Fundulea și Belciugatele. Prin comună trece și calea ferată București-Constanța, pe care este deservită de punctul de oprire Mostiștea.
Zona geografică în care se află este nord-estul Câmpiei Române, într-un areal de crovuri din Câmpia Mostiștei (Bărăganul Sudic).
Vatra satelor comunei are o suprafață de 298 hectare, iar suprafața totală a comunei este de 4.148 hectare
Teritoriul administrativ al comunei Tămădău-Mare, se învecinează :
- la V, NV și SV cu orașul Fundulea;
- la SE cu comuna Sărulești;
- la E cu comuna Ileana;
- La NE se învecinează cu comuna Drăgoești, județul Ialomița

## Demografie
Componența etnică a comunei Tămădău Mare
     Români (91,85%)
     Romi (3,27%)
     Alte etnii (0%)
     Necunoscută (4,88%)
Componența confesională a comunei Tămădău Mare
     Ortodocși (94,22%)
     Alte religii (0,64%)
     Necunoscută (5,14%)
Conform recensământului efectuat în 2021, populația comunei Tămădău Mare se ridică la 2.664 de locuitori, în creștere față de recensământul anterior din 2011, când fuseseră înregistrați 2.640 de locuitori. Majoritatea locuitorilor sunt români (91,85%), cu o minoritate de romi (3,27%), iar pentru 4,88% nu se cunoaște apartenența etnică. Din punct de vedere confesional, majoritatea locuitorilor sunt ortodocși (94,22%), iar pentru 5,14% nu se cunoaște apartenența confesională.

## Politică și administrație
Comuna Tămădău Mare este administrată de un primar și un consiliu local compus din 11 consilieri. Primarul, Constantin Chirică[*], de la Partidul Social Democrat, este în funcție din 2004. Începând cu alegerile locale din 2024, consiliul local are următoarea componență pe partide politice:
|  | Partid                          | Consilieri | Componența Consiliului | Componența Consiliului | Componența Consiliului | Componența Consiliului | Componența Consiliului | Componența Consiliului | Componența Consiliului |
|  | ------------------------------- | ---------- | ---------------------- | ---------------------- | ---------------------- | ---------------------- | ---------------------- | ---------------------- | ---------------------- |
|  | Partidul Social Democrat        | 7          |                        |                        |                        |                        |                        |                        |                        |
|  | Partidul Național Liberal       | 3          |                        |                        |                        |                        |                        |                        |                        |
|  | Alianța pentru Unirea Românilor | 1          |                        |                        |                        |                        |                        |                        |                        |

### Evoluție istorică
Populația comunei Tămădău-Mare a înregistrat la recensământul din 1930, 3929 persoane . Între anii 1930 și 1956 s-a produs o scădere constantă a populației atfel că în anul 1956 populația comunei era de 3255 persoane. În perioada 1956-1966 numărul populației comunei a înregistrat o creștere mică, atfel că în această perioadă populația a crescut cu 101 persoane.
Din anul 1977 când s-au înregistrat 3149 persoane, numărul populației a continuat să scadă ajungând ca în anul 1992, după revoluția din 1989 să se înregistreze cu 511 persoane mai puțin decât în 1977.

## Istorie
Atestarea documentară certă este la 8 iunie 1626 într-o pricină de hotar cu egumenul Mânăstirii Plumbuita când este amintit satul Plumbuita. La 1 decembrie 1791 cu prilejul unor plăți proprietărești este amintit satul Tămădău. Satul Dârvari datează de la începutul secolului XVIII, celelalte luând ființă după împroprietăririle ce au urmat revoluției din 1848. În anul 1828, în „Carte de la Valachie et de la Moldavie” a lui F. Friet, apărută la Viena, în zona studiată se pomenește numele Timodau-sus. În catagrafia din decembrie 1819 – ianuarie 1820, în care sunt arătați Birnicii județului Ilfov în Plasa Mostiștea există satul Tămădăul de Jos având ca stăpân Mânastirea Plumbuita.
La sfârșitul secolului al XIX-lea, comuna purta numele de Tămădău-Dârvari, făcea parte din plasa Mostiștea a județului Ilfov și era formată din satele Dârvari, Tămădău de Jos și Tămădău de Sus, cu 1176 de locuitori. Comuna avea trei biserici (una în fiecare sat), o școală mixtă, o moară cu aburi și două de apă. La acea vreme, pe teritoriul actual al comunei mai funcționa, în plasa Negoiești a aceluiași județ, și comuna Călăreți-Șeinoaia, cu satele Brătășani, Călăreți, Pitișteanca și Șeinoaia, cu 769 de locuitori ce trăiau în 148 de case și 13 bordeie. Comuna avea două biserici (la Brătășani și Călăreți) și o școală mixtă, iar principalii proprietari funciari erau C. Atanasiu, G. Piteșteanu, frații Manolescu și statul.
Anuarul Socec din 1925 consemnează comunele în plasa Sărulești a aceluiași județ. Comuna Călăreți-Șeinoiu avea 1200 de locuitori în satele Brătășani, Călăreți, Odăile-Podari, Polcești, Șeinoiu și Suliman, în vreme ce comuna Tămădău era formată din satele Dârvari, Plumbuita, Tămădău Mic, Tămădău Mare și din cătunul Slatina, cu 1755 de locuitori. În 1931, comuna Călăreți-Șeinoiu s-a desființat și a fost comasată cu comuna Tămădău.
În 1950, comuna Tămădău a fost transferată raionului Brănești și apoi (după 1956) raionului Lehliu din regiunea București. Satul Brătășani a luat în 1968 numele de Săcele, iar în 1968 a revenit la județul Ilfov, reînființat, luând cu această ocazie numele actual de Tămădău Mare. desprinsă în 1931) și a fost arondată județului Ilfov. În 1981, o reorganizare administrativă regională a dus la transferarea comunei la județul Călărași.

## Monumente istorice

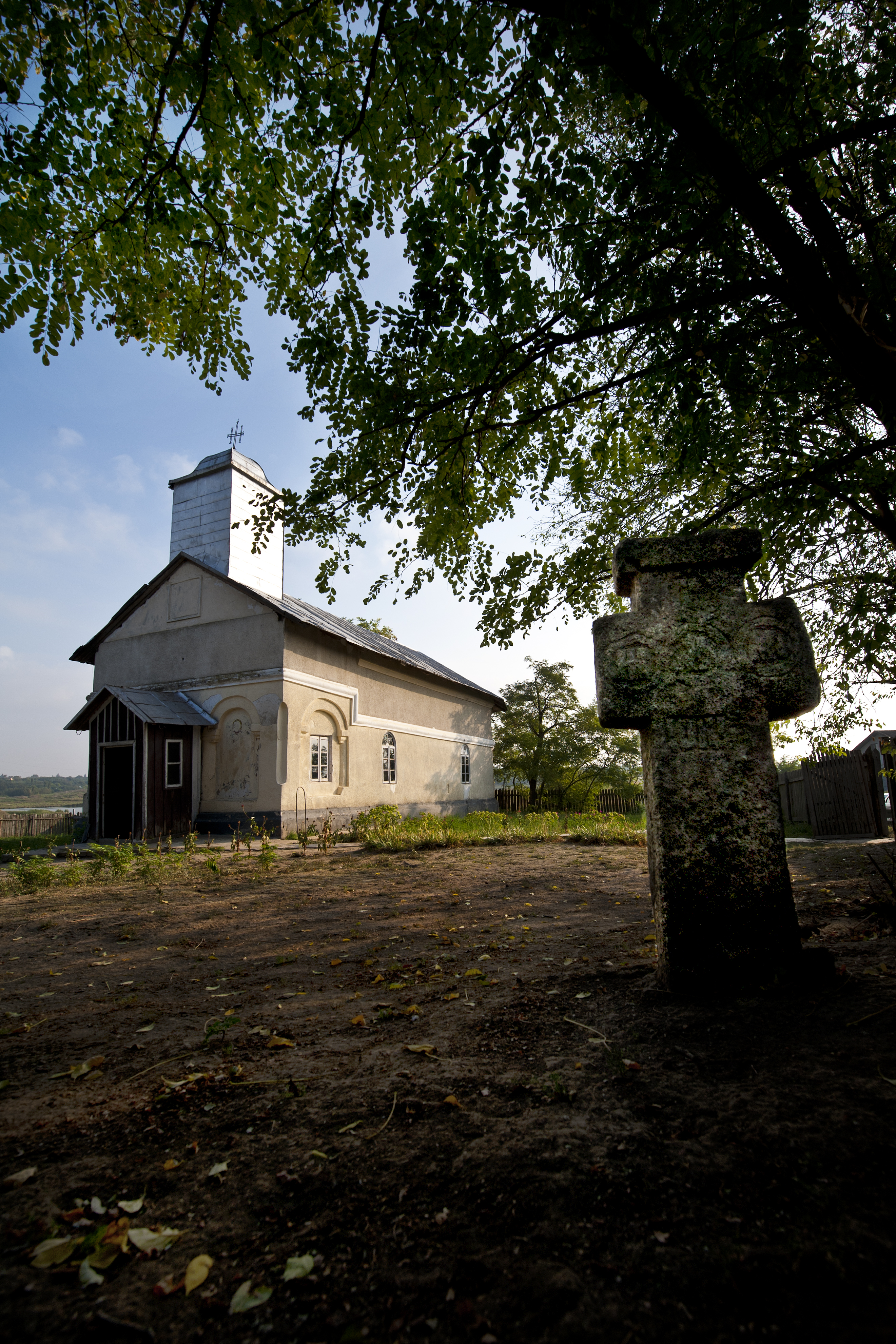
Biserica „Sfinții 40 de Mucenici” din Tămădău Mic

Patru obiective din comuna Tămădău Mare sunt incluse în lista monumentelor istorice din județul Călărași ca monumente de interes local. Două dintre ele sunt clasificate ca situri arheologice: așezarea de tip tell datând din eneolitic și atribuită culturii Gumelnița, aflată în punctul „Movila din cimitir” din vechiul cimitir al satului Șeinoiu, de pe malul Mostiștei; și așezarea din punctul „Valea Călugărească” din perioada Latène, aflată la 2 km sud de satul Tămădău Mare.
Un obiectiv este clasificat ca monument de arhitectură, biserica „Sfinții 40 de Mucenici”, datând din 1810, aflată în nordul satului Tămădău Mic, la intrarea dinspre DN3. Un al patrulea monument este crucea de piatră datând din 1728 și aflată lângă biserica din Dârvari.